# 駒澤大学アメリカンフットボール部
駒澤大学アメリカンフットボール部（こまざわだいがくアメリカンフットボールぶ、英語: Komazawa Univ. American Football Team）は、駒澤大学のチームである。愛称は、BLUE TIDE（ブルータイド）。1972年創部。関東学生アメリカンフットボール連盟所属
。

## 概要
1972年創立。

### 主な成績
2010年度1・2部入れ替え戦、拓殖大学戦に敗れ、2部降格
。
2011年度秋季リーグ2部4位で終わり、念願の1部昇格を逃がす。
2013年2部リーグ最終戦、学習院大学に負け、全勝逃す。
2015年度1・2部入れ替え戦、桜美林大学戦に勝ちBIG8残留。
2017年度1・2部入替戦、上智大学に勝利し1部残留。
2018年度1・2部入替戦、明治学院大学に勝利し1部残留。
2020年度、BIG8で6位。
2023年、5勝2敗。前年同様、秋季リーグ2位。チャレンジマッチ（入替戦）出場（チャレンジマッチ：BIG8の首位はTOP8に自動昇格。BIG8の2位はTOP8の7位と入替戦）。12月16日、チャレンジマッチ戦で東京大学に惜敗し、初のTOP8昇格ならず。

## 関係者
歴代監督
- 新倉晴彦

### 出身者
- 石坂弘 - 創立メンバー。元世田谷区少年アメリカンフットボール連盟専務理事、世田谷ブルーサンダース副代表[7][8]
- 浅岡弦 - 元ベースボール・マガジン社『アメリカン・フットボールマガジン』編集部員。元AFCA（アメリカンフットボールコーチズアソシエーション）海外会員[9]。
- 川口勝 - バンダイナムコホールディングス代表取締役社長
- 昔昔亭A太郎 - 落語家
- 野村享平 - ブルザイズ東京
- 柳創基 - 三菱商事Club TRIAX
- 佐久間広樹 - IBMビッグブルー
- 佐藤礼文 - 競輪選手[10]
- 建部裕也 - オービックシーガルズ
- 古川真平 - 警視庁イーグルス
- 勝又奨太 - オリエンタルバイオシルバースター
- 舟腰智昭 - 警視庁イーグルス
- 髙橋慶行 - PentaOceanパイレーツ
- 桑原陸 - 警視庁イーグルス
- 阿部ロイ - ボディビルダー、元富士通フロンティアーズ・アサヒビールシルバースター[11]
- 清水喬介 - BULLSフットボールクラブ
- 新増優太 - 熊本マーベリックス
- 佐藤駿 - 元アサヒビールシルバースター
- 青木優一郎 - 熊本マーベリックス
- 市川司韻 - 富士フイルム海老名Minerva AFC
- 三浦和真 - IBMビッグブルー
- 所功務 - オリエンタルバイオシルバースター
- 畔川礼緒 - 熊本マーベリックス
- 市瀬虎太朗 - 電通キャタピラーズ
- 高橋拓也 - パナソニック インパルス
- 吉木信二-オービックシーガルズ
- 大村聡一郎-オービックシーガルズ
- 鈴木慎也-東京ガスクリエイターズ